# Craig Joubert

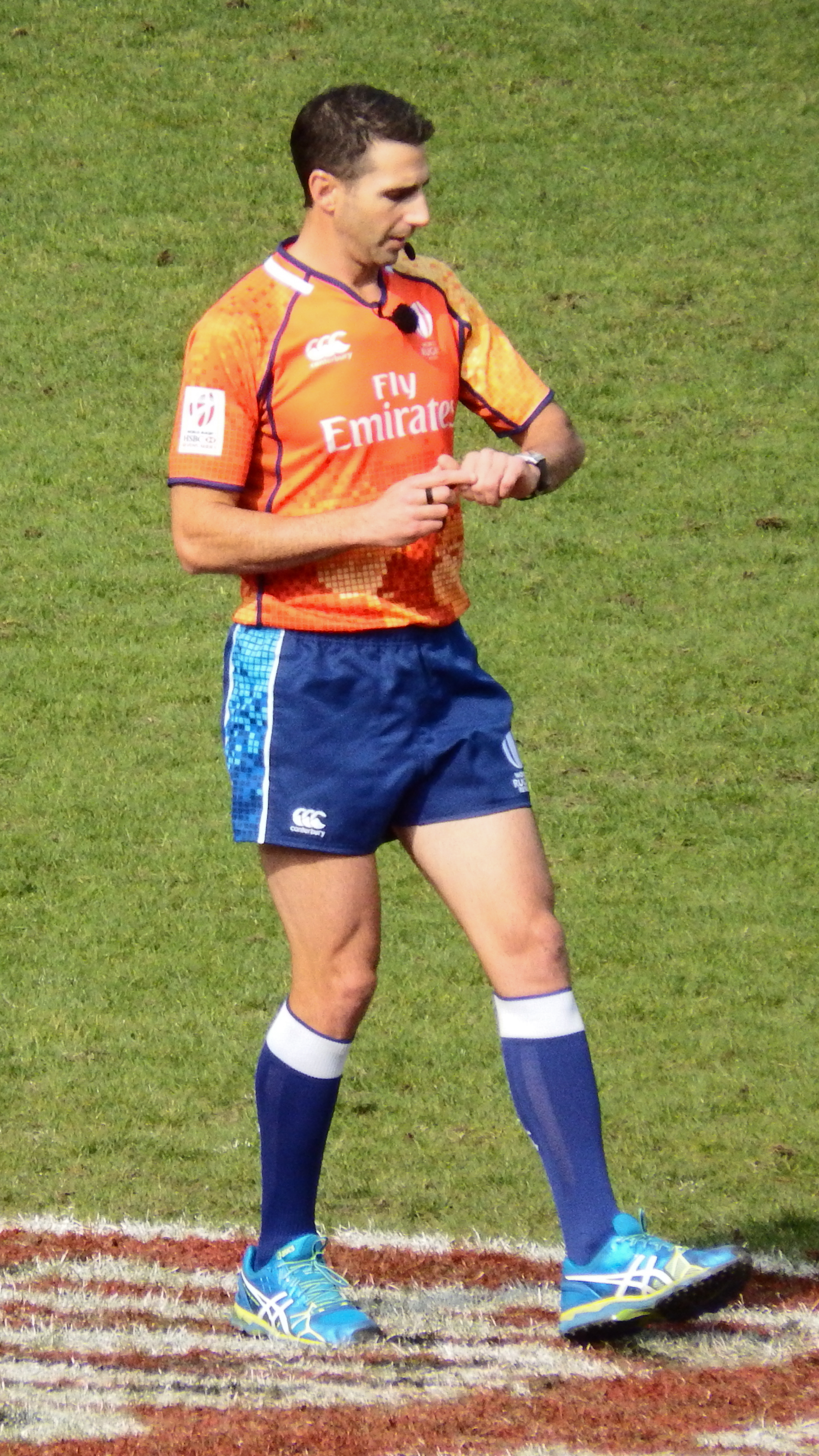
Craig Joubert (2016)

Craig Paul Joubert (* 8. November 1977 in Durban, Südafrika) ist ein südafrikanischer Rugby-Union-Schiedsrichter.

## Karriere
Joubert wuchs in Pietermaritzburg auf und absolvierte an der Universität von Natal zunächst ein Finanzwirtschaftsstudium. Während seiner Jugend kam er bereits ab 1995 als ehrenamtlicher Schiedsrichter zum Einsatz. Nach fünf Jahren als Bankberater wurde er 2003 schließlich professioneller Schiedsrichter.
International zum Einsatz kam Joubert erstmals am 4. Juni 2005 in einem Freundschaftsspiel zwischen den USA und Wales in Hartford, das 3:77 für die walisischen Gäste ausging.
Seitdem wird Joubert regelmäßig im südafrikanischen Currie Cup und dem internationalen Turnier Super Rugby eingesetzt. Ebenso leitete er zahlreiche Spiele bei Rugby-Union-Weltmeisterschaften.

## Kontroversen
Für Aufregung sorgte Joubert erstmals am 29. Mai 2010 in Soweto, im letzten Spiel des Super-Rugby-Turniers zwischen den Bulls aus Pretoria und den Stormers aus Kapstadt, das mit 25:17 für die Bulls entschieden wurde. Nach der Niederlage warf der Kapitän der Stormers, Schalk Burger, Joubert Parteinahme vor. Er habe bei Regelverstößen „die Bulls nur ermahnt, die Stormers hingegen sofort bestraft“.
Eine weitere Kontroverse löste Joubert im Finale der Rugby-Union-Weltmeisterschaft 2011 in Auckland zwischen Frankreich und Turniergastgeber Neuseeland aus. Seine Entscheidungen in der Partie, die mit 7:8 knapp für Neuseeland entschieden wurde, animierten im Nachhinein zahlreiche Beobachter zu harscher Kritik. Er habe „mehrfach das Abseitsspiel der Neuseeländer übersehen und Frankreich dadurch Straftritte verweigert“ behauptete der Sydney Morning Herald, während der Guardian angab, Joubert habe „durchgehend gegen Frankreich gepfiffen, nie gegen Neuseeland“. Die Zeitung Irish Independent prangerte gar an, Frankreich sei „über 80 Minuten hinweg die bessere Mannschaft, Jouberts Entscheidungen jedoch für ein Spiel dieser Bedeutung eine Schande“ gewesen.
Am 2. August 2014 brachte ihm erneut ein Einsatz im Finale des Super-Rugby-Turniers Vorwürfe ein. In der Partie zwischen den Waratahs aus Sydney und den Crusaders aus Christchurch, die in Sydney stattfand, wurde ihm vorgeworfen, den knappen Sieg der Waratahs in Höhe von 33:32 mitentschieden zu haben. In der letzten Spielminute hatte er ein angeblich regelwidriges Tiefhalten des Kapitäns der Crusaders, Richie McCaw, geahndet, wonach die Waratahs per Straftritt mit einem Punkt an ihren Gegnern vorbeizogen.
Zuletzt sorgte Joubert im Viertelfinalspiel der Rugby-Union-Weltmeisterschaft 2015 in Twickenham zwischen Australien und Schottland für Kontroversen. Australien gewann die Partei mit 35:34 durch einen Straftritt in der letzten Spielminute. Vorausgegangen war eine Fehlentscheidung Jouberts. Bereits zuvor hatte er, für viele Beobachter als zu streng gewertet, Schottland durch eine gelbe Karte benachteiligt und kurz vor Spielschluss ein regelwidriges verspätetes Tiefhalten der Australier nicht gepfiffen. Sein fluchtartiges Verlassen des Stadions brachte ihm zusätzliche Kritik ein. Der Weltverband World Rugby entschied daraufhin, die nachträgliche Analyse des Spiels publik zu machen.